# Cedro de Bertiz
El cedro de Bertiz es un Cedrus libani ubicado a la entrada del parque natural Señorío de Bertiz, en  el municipio de Bértiz-Arana, Navarra, España. Fue declarado monumento natural en el año 1991.

## Dimensiones
El  diámetro del tronco en la base es 2.32 metros y 1.78 a 1.30 del suelo. Alcanza una altura 32.5 metros, las dimensiones de la copa son 28 por 26 metros.

## Edad
Fue plantado hace más de 100 años. 